# Kisanpur
Kisanpur (en népalais : किसनपुर) est un comité de développement villageois du Népal situé dans le district de Sarlahi. Au recensement de 2011, il comptait 5 506 habitants.